# Paraxenos
Paraxenos (лат.) — род веерокрылых насекомых из семейства Xenidae (ранее в Stylopidae). Старый Свет, Австралия. Паразиты различных родов ос.

## Описание
Мелкие веерокрылые насекомые. Длина цефалоторокса самок варьирует от 0,94 до 1,9 мм, ширина от 0,8 до 2,57 мм. Отличается от Tachytixenos более узким мандибулярным зубцом и дифференцированным переднегрудным расширением. Переднегрудь с вздутием спереди, как у Paragioxenos, или с отчётливым цветовым рисунком. Хорошо заметны клипеальные сенсиллы, простирающиеся на вентральную сторону клипеального поля. Остаток антенны сохранился в виде полости, дополнительные округлые пластинки присутствуют редко. Максиллы двух типов, сросшиеся с лабиальной областью или отчетливо разделенные и выступающие, как у Tachytixenos, Pseudoxenos и Tuberoxenos. В отличие от Paragioxenos, голова и переднегрудь вентрально ограничены родовым отверстием медиально и швом латерально. Паразиты ос родов Bembecinus, Bembix и Stizus (Bembicidae).

## Классификация
Более 10 видов. Род был впервые описан в 1872 году и включён в отдельное семейство Xenidae (ранее подсемейство Xeninae в составе Stylopidae). Рассматривается как сестринская ветвь к роду Tachytixenos.
- Paraxenos australiensis
- Paraxenos beaumonti
- Paraxenos biroi
- Paraxenos erberitypus
- Paraxenos hofenederi
- Paraxenos hofenederianus
- Paraxenos hungaricus
- Paraxenos krombeini
- Paraxenos nagatomii
- Paraxenos novaeguineae
- Paraxenos occidentalis
- Paraxenos polli
- Paraxenos rieki

Иcключённые виды
- Paraxenos abbotti
- Paraxenos altozambeziensis
- Paraxenos argentinus
- Paraxenos astrolabensis
- Paraxenos auripedis
- Paraxenos bicki
- Paraxenos bucki
- Paraxenos crassidens
- Paraxenos dorae
- Paraxenos duryi
- Paraxenos erimae
- Paraxenos esakii
- Paraxenos fasciati
- Paraxenos fuliginosi
- Paraxenos gigas
- Paraxenos inclusus
- Paraxenos indicus
- Paraxenos kurosawai
- Paraxenos laetum
- Paraxenos luctuosae
- Paraxenos lugubris
- Paraxenos mendozae
- Paraxenos orientalis
- Paraxenos piercei
- Paraxenos reticulatus
- Paraxenos simplex
- Paraxenos sinuatus
- Paraxenos sphecidrum
- Paraxenos striati
- Paraxenos taschenbergi
- Paraxenos teres
- Paraxenos vanderiisti
- Paraxenos westwoodi